# Anna Strzelińska
Anna Strzelińska (ur. 8 lipca 1876 w Witowie w guberni kaliskiej, zm. 25 września 1964 w Przasnyszu) – zakonnica Zgromadzenia Sióstr Miłosierdzia Św. Wincentego à Paulo, przełożona domów zakonnych w Przasnyszu.

## Życiorys
Córka Ignacego i Katarzyny z Raczkowskich. Do zgromadzenia sióstr szarytek wstąpiła 24 marca 1897. 30 lipca 1907 razem z dwiema innymi siostrami rozpoczęła pracę w Szpitalu Św. Stanisława Kostki w Przasnyszu przy ul. Świerczewo.
W 1917 obok szpitala założyła przytułek dla starców, przeniesiony w 1924 do nowego murowanego domu. Następnie zainicjowała rozbudowę przytułku w latach 1930–1932. W nowych pomieszczeniach znalazły miejsce internat dla chłopców, internat dla dziewcząt uczących się, szwalnia i przedszkole. S. Strzelińska była siostrą służebną (przełożoną) domów zakonnych w szpitalu (do 1931) i w przytułku (do 1948). 15 stycznia 1928 została odznaczona Srebrnym Krzyżem Zasługi.
W okresie okupacji hitlerowskiej rozwinęła działalność charytatywno-patriotyczną: opiekowała się dziećmi, których rodzice zostali zamordowani lub wywiezieni do obozów, udzielała pomocy właścicielom ziemskim, wyrzuconym ze swych majątków. Po 1948, w ciężkim okresie wzmożonej walki z Kościołem Rzymskokatolickim, pomagała w prowadzeniu domu swoim następczyniom.
Zmarła po krótkiej chorobie w wieku 88 lat, a jej pogrzeb był wielką manifestacją ludności Przasnysza. Uczestniczyli w nim nawet przedstawiciele ówczesnych władz. S. Anna została pochowana w grobie sióstr szarytek na cmentarzu parafialnym w Przasnyszu.